# The American Prospect
The American Prospect est un magazine mensuel américain de sensibilité politique « libérale » (au sens nord-américain du terme), c'est-à-dire de gauche, fondé en 1990. Centré sur la politique et la politique publique américaine, The American Prospect vise « une société juste, une démocratie renforcée et des idées politiques de gauche »,. Sa ligne éditoriale se rapproche de celle de The New Republic et de The Nation, deux autres magazines de gauche américains. Son siège social se trouve à Washington.

## Historique
Le magazine est créé en 1990 par Robert Kuttner, Robert Reich, et Paul Starr en réponse à une montée perçue du conservatisme dans les années 1980. Il est tout d'abord publié quatre fois par mois, puis deux fois. En 2000, grâce à une subvention du Schumann Center for Media and Democracy (en), il est publié deux fois par semaine.
Au printemps 2003, à la suite de difficultés logistiques et financières, le magazine prend un format mensuel.
En mars 2010, The American Prospect établit un partenariat avec Demos, un think tank basé à New York. La même année, le magazine gagne le Utne Independent Press Award for Political Coverage.

## Artisans
Divers auteurs ont publié dans le magazine : Jonathan Chait, Jonathan Cohn, Joshua Green, Joshua Micah Marshall, Jedediah Purdy, Chris Mooney, Matthew Yglesias, Michael Massing, Joe Conason, Michael Tomasky, Ezra Klein et Scott Stossel.